# Port lotniczy Siem Reap
Port lotniczy Siem Reap (khmer. សៀមរាបព្រលានយន្តហោះអន្តរជាតិ, IATA: REP, ICAO: VDSR) – międzynarodowy port lotniczy położony 8 km od Siem Reap, w pobliżu Angkor Wat. Był drugim co do wielkości portem lotniczym w Kambodży. W 2023 roku zostało zamknięte i zastąpione nowym lotniskiem, położonym 50 km na wschód od Siem Reap.